# Mouscardès

Mouscardès este o comună în departamentul Landes din sud-vestul Franței. În 2009 avea o populație de 268 de locuitori.

## Evoluția populației
| An        | 1975 | 1982 | 1990 | 1999 | 2006 | 2009 |
| --------- | ---- | ---- | ---- | ---- | ---- | ---- |
| Populație | 239  | 224  | 218  | 230  | 261  | 268  |